# Богуновка (Запорожская область)
Богуновка (укр. Богунівка) — село,
Новоиванковский сельский совет,
Новониколаевский район,
Запорожская область,
Украина.
Код КОАТУУ — 2323683502. Население по переписи 2001 года составляло 49 человек.

## Географическое положение
Село Богуновка находится на расстоянии в 1 км от левого берега реки Любашевка,
на расстоянии в 1 км от села Петропавловское.
По селу протекает пересыхающий ручей с запрудой.